# Лесли, Лиза
Лиза Дешон Лесли-Локвуд (англ. Lisa Deshaun Leslie-Lockwood; род. 7 июля 1972 года в Гардине, штат Калифорния, США) — американская профессиональная баскетболистка, на протяжении 12 сезонов выступавшая за команду «Лос-Анджелес Спаркс» из женской НБА, дважды становилась чемпионкой ВНБА, трижды — самым ценным игроком ВНБА. В составе национальной сборной США четыре раза становилась олимпийской чемпионкой и дважды чемпионкой мира. Первой сделала слэм-данк в игре женской НБА.

## Биография

### Детство
Лиза Лесли родилась в Гардине, штат Калифорния, в семье полупрофессионального баскетболиста Уолтера Лесли и его жены Кристин Лесли-Эспиноса. Отец ушёл из семьи, когда Лизе было четыре года. Кристин, оставшаяся с тремя дочерьми, купила грузовик и стала водителем-дальнобойщиком. Из-за своей работы она неделями не бывала дома, за детьми в это время следила их тётя Джуди. Когда Лизе исполнилось десять лет, большая часть обязанностей по дому легла на её плечи. Семья жила в Комптоне, затем переехала в Карсон.
В детстве Лесли мечтала о карьере ведущей прогноза погоды на телевидении. Она также как и её мать с сёстрами обладала высоким ростом и стала заниматься баскетболом, хотя поначалу без особого энтузиазма. Во время учёбы в младшей средней школе Лиза, рост которой в то время составлял 182 сантиметра, стала играть за школьную команду. Она заняла место центровой и заиграла очень успешно, эффективно набирая очки, собирая подборы под кольцом и отдавая передачи. Вскоре баскетбол стал её страстью. Любимым игроком Лесли был форвард-универсал из «Лос-Анджелес Лейкерс» Джеймс Уорти. Наблюдая за его игрой, Лиза поняла, что одного высокого роста недостаточно, и начала с помощью кузена Крэйга работать над своим броском и работой ног. Будучи левшой, Лесли усердно тренировала правую руку, ежедневно делала упражнения на выносливость.
Ещё до перехода в старшую школу Лесли попала в поле зрение селекционеров многих колледжей, включая Университет Теннесси и Стэнфорд. В 1986 году Лесли перешла в старшую школу Морнингсайда в Инглвуде и сразу же стала звездой школьной баскетбольной команды, параллельно успевая ещё выступать за волейбольную команду и представлять школу в лёгкой атлетике. На школьном уровне Лесли была одной из лучших баскетболисток США, в 1989 году она помогла своей команде выиграть чемпионат штата, а также получила приглашение в молодёжную сборную США. В последнем сезоне Лиза в среднем за игру школьного чемпионата набирала 27 очков и делала 15 подборов, а в своей последней игре за школьную команду смогла ещё до перерыва набрать 101 очко, после чего команда соперников решила не выходить на вторую половину игры.

### Колледж
В 1990 году Лесли поступила в Университет Южной Калифорнии, имевший одну из сильнейших женских команд в студенческом баскетболе. В университете Лиза получила степень бакалавра в коммуникациях, а позднее получила степень магистра в деловом администрировании в Финиксском университете. За четыре года в колледже Лесли сыграла 120 игр, в которых в среднем набирала 20 очков. При ней университетская команда выиграла 89 игр при 31 поражении, стала чемпионом конференции и четыре раза участвовала в турнире NCAA. В 1991 году Лиза была признана лучшим новичком студенческого чемпионата, а в 1994 году получила приз Нейсмита лучшему игроку среди студенток, трижды, в 1992—1994 годах, её включали в символическую сборную лучших игроков студенческого чемпионата. В 1991 году Лесли выступала за американскую сборную на Универсиаде в английском Шеффилде и помогла своей команде стать чемпионом.

### Профессиональная карьера
В 1997 году Лесли стала игроком команды «Лос-Анджелес Спаркс» из новообразованной профессиональной женской НБА. На протяжении пяти сезонов «Спаркс» играли в плей-офф, в 2001 году впервые стали чемпионами, а в 2002 году повторили это достижение. За 12 сезонов в ВНБА Лиза Лесли собрала значительную коллекцию различных наград: трижды признавалась самым ценным игроком, дважды — самым ценным игроком финала и лучшим игроком по игре в обороне, 10 раз включалась в символическую сборную и в команду первого десятилетия лиги. 12 июля 2002 года она сделала первый слэм-данк в истории женской НБА. После окончания сезона 2009 года Лесли завершила карьеру, имея на тот момент лучшие в лиге показатели по набранным очкам (6263) и подборам (3307).

### Сборная США
В составе сборной США Лесли завоевала четыре олимпийские золотые медали, став вторым после Терезы Эдвардс игроком в женском баскетболе, кому это удавалось. В полуфинальном матче против Японии на Играх 1996 года Лесли набрала 35 очков, установив тем самым рекорд сборной. Также в 1998 и 2002 годах Лесли становилась чемпионкой мира.

## Личная жизнь
В 2006 году Лиза Лесли вышла замуж за Майкла Локвуда. 15 июня 2007 года она родила дочь, Лорен Джоли Локвуд. 6 апреля 2010 родила сына, Майкла Джозефа Локвуда II. Лесли имела контракт с нью-йоркским модельным агентством Wilhelmina Models, участвовала в фотосессиях для журналов Vogue и Newsweek, а также для многих спортивных изданий.

## Награды и достижения
В колледже
- Чемпион конференции Pac-10: 1994
- Единогласно признана лучшим игроком года в студенческом чемпионате: 1994
- Новичок года в студенческом чемпионате: 1991
- Новичок года в конференции Pac-10: 1991
- Включена в символическую сборную студенческого чемпионата (3): 1992, 1993, 1994
- Включена в первую сборную конференции Pac-10 (4): 1991, 1992, 1993, 1994

В женской НБА
- Чемпион женской НБА (2): 2001, 2002
- Самый ценный игрок женской НБА (3): 2001, 2004, 2006
- Самый ценный игрок финала женской НБА (2): 2001, 2002
- Самый ценный игрок Матча всех звёзд женской НБА (3): 1999, 2001, 2002
- Лучший оборонительный игрок женской НБА (2): 2004, 2008
- Включена в сборную десятилетия женской НБА: 2006
- Включена в первую сборную всех звёзд женской НБА (8): 1997, 2000, 2001, 2002, 2003, 2004, 2006, 2008
- Включена во вторую сборную всех звёзд женской НБА (4): 1998, 1999, 2005, 2009
- Включена в первую сборную всех звёзд защиты женской НБА (2): 2006, 2008
- Включена во вторую сборную всех звёзд защиты женской НБА (2): 2005, 2009
- Участница Матча всех звёзд женской НБА (8): 1999, 2000, 2001, 2002, 2003, 2005, 2006, 2009

В сборной США
- Олимпийский чемпион (4): 1996, 2000, 2004, 2008
- Чемпион мира (2): 1998, 2002
- Чемпион игр доброй воли: 1994
- Обладатель Кубка Уильяма Джонса: 1992
- Чемпион летней Универсиады: 1991
- Бронзовый призёр чемпионата мира: 1994
- Самый ценный игрок чемпионата мира: 2002
- Спортсменка года по версии федерации баскетбола США: 1993, 1998, 2002